# Hana-Bi (Film)
Hana-Bi (japanisch: はなび; „Feuerwerk“), im deutschen Sprachraum auch unter den Verweistiteln Hana-bi-Feuerwerk und Hana-Bi – Feuerblume bekannt, ist ein japanischer Spielfilm aus dem Jahr 1997, der bei den Filmfestspielen von Venedig 1997 den Goldenen Löwen gewann.
Regie führte Takeshi Kitano, der auch das Drehbuch verfasste und die Hauptrolle spielte.

## Handlung
Yoshitaka Nishi ist Zivilfahnder. Während er im Krankenhaus erfährt, dass seine Frau Miyuki unheilbar krank ist, wird sein langjähriger Freund und Partner Horibe bei einer Überwachung niedergeschossen. Als der Täter gestellt werden soll, entwischt er zunächst Nishi, tötet den Polizisten Tanaka und verwundet den Kollegen Nakamura schwer, bevor er selbst von Nishi erschossen wird.
Horibe bleibt querschnittsgelähmt und wird von Frau und Tochter verlassen, er wendet sich der Malerei zu. Nishi wird vom Dienst suspendiert und verschuldet sich bei einem Yakuza, unter anderem, um die Witwe Tanakas finanziell zu unterstützen. Zur Rückzahlung seiner Schulden begeht er, als Streifenpolizist verkleidet, einen Banküberfall und bricht danach mit seiner Frau zu einer letzten Reise auf, die sie an traditionell japanische Ausflugsziele, wie zum Beispiel den Berg Fuji, führt. Ihnen folgen die Schergen der Yakuza, die der restlichen Beute habhaft werden möchten, und der wieder genesene Nakamura in Ausübung seines Dienstes. Kurz vor der drohenden Verhaftung erschießt Nishi seine Frau und dann sich selbst.

## Auszeichnungen
Der Film gewann bei den 54. Internationalen Filmfestspielen von Venedig im Jahr 1997 den Goldenen Löwen. Es folgte der Kritikerpreis auf dem São Paulo International Film Festival und für Kameramann Hideo Yamamoto der Silberne Frosch auf dem polnischen Kamera-Filmfestival Camerimage.
Bei der Verleihung der Japanese Academy Awards 1999 gewann Joe Hisaishi für Hana-Bi in der Kategorie Beste Musik. Der Film war außerdem in den Kategorien Bester Film, Beste Regie, Bestes Drehbuch, Bester Hauptdarsteller (Takeshi Kitano), Beste Hauptdarstellerin (Kayoko Kishimoto), Bester Nebendarsteller (Ren Ōsugi), Bester Schnitt, Beste Beleuchtung, Bester Ton und Beste Kamera nominiert. Den Blue Ribbon Award gewann der Film in den Kategorien Beste Regie, Bester Film, Bester Hauptdarsteller (Takeshi Kitano) und Bester Nebendarsteller (Ren Ōsugi). Den Hochi Film Award erhielt Ren Ōsugi 1998 als Bester Nebendarsteller und der Film selbst den Hauptpreis als Bester Film. Den Kinema-Jumpō-Preis gewann Hana-Bi sowohl als Publikumspreis als auch als Bester Film. Bei den Nikkan Sports Film Awards gewann Ren Ōsugi erneut als Bester Nebendarsteller, der Film selbst den Ishihara-Yujiro-Preis. Ren Ōsugi wurde auch beim Yokohama Film Festival und beim Mainichi-Filmwettbewerb ausgezeichnet. Bei letzterem gewann auch Hideo Yamamoto als Kameramann.
Hana-Bi war für den Argentinean Film Critics Association Award, den Chicago Film Critics Association Award und den Cinema Brazil Grand Prize als Bester ausländischer Film nominiert. Ausgezeichnet wurde der Film mit dem Kritikerpreis des Syndicat Français de la Critique de Cinéma, dem Film Critics Circle of Australia Award, dem Europäischen Filmpreis als Bester nicht-europäischer Film. Die Russian Guild of Film Critics nominierte Takeshi Kitano als Besten ausländischen Darsteller. Bei den Independent Spirit Awards war der Film als Bester ausländischer Film nominiert. Ebenfalls eine Nominierung als Bester ausländischer Film erhielt er bei der Verleihung des Césars.

## Kritik
„Ein in konsequenter Stilisierung und geschickter Rückblendentechnik virtuos inszenierter Film, der Trauer und Schuldgefühl durch extreme Statik und Monochromie vermittelt. Eine Meditation über Liebe, Tod und Schuld, neben der Gewalt nur marginal und verfremdet als Akt tiefster Verzweiflung dargestellt wird. […] – Sehenswert.“

„Thema dieses Films sind die Erwartung des Todes […] und die Umsetzung von Gefühlen in Kunst, hier in Malerei. Der Film ist formal brillant, extrem stilisiert, wunderschön und dann wieder gewalttätig; einen großen Teil seiner Wirkung verdankt er auch Kitano als Darsteller.“

In Deutschland wurde Hana-Bi im Januar 1998 als „Film des Monats“ von der Jury der Evangelischen Filmarbeit ausgezeichnet.